# Det glada kalaset
Det glada kalaset är en svensk komedifilm från 1946 i regi av Bengt Ekerot och Lennart Wallén. 

## Handling
Bojan Malmgren driver pensionat, men ekonomiskt går det brant utför. Hon bestämmer sig därför för att ordna med ett jättekalas, kommer konkursen kan den i alla fall komma till glad musik!

## Om filmen
Premiär den 3 september 1946 på Saga i Stockholm. Regidebut för Bengt Ekerot.

## Rollista
- Sickan Carlsson - Britt Granvik
- Olof Winnerstrand - John Frank, direktör
- Marianne Löfgren - Bojan Malmgren, värdinna för pensionat
- Sven Lindberg - Bo Mannergren
- Alice Babs - Anita Berggren
- Rut Holm - Olga, uppasserska
- Dagmar Ebbesen - Alma Johansson, hushållerska
- Douglas Håge - doktor Gren
- Allan Bohlin - advokat Robertson
- Hjördis Petterson - fröken Hellberg
- Ludde Gentzel - Carlbom
- Gösta Gustafson - direktör Wickman
- Aurore Palmgren - Sylvia Wickman
- Ulf Johanson - polis
- Hartwig Fock - vice värd
- Olle Hilding - advokat